# NGC 955
NGC 955 is een spiraalvormig sterrenstelsel in het sterrenbeeld Walvis. Het hemelobject werd op 6 januari 1785 ontdekt door de Duits-Britse astronoom William Herschel.

## Synoniemen
- PGC 9549
- UGC 1986
- MCG 0-7-27A
- ZWG 388.29
- IRAS02279-0119